# Кенилворт (Њу Џерзи)
Кенилворт (енгл. Kenilworth) град је у америчкој савезној држави Њу Џерзи.

## Демографија
По попису из 2010. године број становника је 7.914, што је 239 (3,1%) становника више него 2000. године.
| Група             | 2000.         | 2010.         |
| Белци             | 6.539 (85,2%) | 6.047 (76,4%) |
| Афроамериканци    | 184 (2,4%)    | 230 (2,9%)    |
| Азијати           | 221 (2,9%)    | 304 (3,8%)    |
| Хиспаноамериканци | 663 (8,6%)    | 1.228 (15,5%) |
| Укупно            | 7.675         | 7.914         |